# Alice in Chains (álbum)
Alice in Chains é o terceiro álbum de estúdio da banda Alice in Chains lançado em 1995. O álbum também é conhecido como Tripod, The Dog Album ou The Dog Record, devido à arte de capa que consiste em um cão de três patas, e da arte da parte de trás que mostra uma imagem do showman italiano Frank Lentini, um homem de três pernas. Como em seus lançamentos anteriores, as músicas do álbum focam em temas pesados como depressão, isolamento, uso de drogas, relacionamentos, raiva e morte. É o último álbum de estúdio lançado pela banda com Layne Staley nos vocais. As faixas Grind, Heaven Beside You e Again foram lançadas como singles para promover o álbum. Grind e Again foram indicadas ao Grammy de Melhor Performance de Hard Rock.
Apesar de não tão bem sucedido quanto Dirt, o álbum estreou em 1º lugar na parada Billboard 200, chegou a dupla platina nos Estados Unidos e vendeu mais de 3 milhões de cópias pelo mundo, mesmo não tendo suporte através de turnês. Alice in Chains é considerado pelos fãs o trabalho mais depressivo da banda, devido a seu estilo lento mas pesado e mórbido, tendo muitos elementos do doom metal, principalmente nas letras de canções como "Grind", "Head Creeps", e "Frogs".
Com exceção de "Grind", "Heaven Beside You", e "Over Now", as letras são todas escritas por Layne Staley, fazendo deste álbum sua maior contribuição lírica ao catálogo da banda.

## Recepção
O álbum recebeu atenção por ser um afastamento do rótulo de banda grunge externamente afixado ao grupo. Rolling Stone descreveu o LP como um "renascimento musical", e The New York Times comentou que em contraste às distorções cruas associadas ao grunge, o som do Alice in Chains era "claramente delineado e meticulosamente coberto por camadas".
| Críticas profissionais | Críticas profissionais |
| Avaliações da crítica  | Avaliações da crítica  |
| Fonte                  | Avaliação              |
| ---------------------- | ---------------------- |
| Allmusic               | [ 8 ]                  |
| Rolling Stone          | [ 9 ]                  |

## Música
Som pesado, lento, depressivo, bem típico da banda, Grunge com elementos de Doom metal. Em alguns versos de "Grind", a resposta da banda aos fãs que achavam que a banda havia acabado, e que achavam que Layne Staley havia morrido.

## Arte da Capa
A imagem do cachorro na capa foi inspirada em um cachorro de três patas chamado Tripod, que aterrorizava o baterista Sean Kinney e o perseguia enquanto ele entregava jornais quando era criança. Kinney também projetou a arte do álbum.
Rocky Schenck fotografou o cachorro de três patas para a capa do álbum em um playground perto do centro de Los Angeles em 23 de agosto de 1995. Schenck fez um casting com cães de três patas para a sessão de fotos, mas a banda acabou escolhendo um fax com a imagem de um cachorro de três patas para ser a foto da capa, pois Layne Staley e Jerry Cantrell preferiram essa imagem. Outro cachorro de três patas chamado Sunshine foi usado para o videoclipe do single "Grind". A imagem do cachorro fotografado por Schenck no playground foi finalmente usada anos depois, no box Music Bank de 1999.
Ao contrário dos boatos, nenhum dos cachorros usados para a sessão de fotos em Los Angeles, para a capa do álbum ou para o videoclipe pertencia a Jerry Cantrell.
O CD foi inicialmente lançado em duas versões: a primeira com uma caixa roxa transparente e a parte lateral verde-amarelo e a outra com o esquema de cores invertidos. Após, foi lançada uma outra versão em caixa normal transparente.

## Faixas
- Todas as letras escritas por Layne Staley, exceto onde indicado.

| N.º | Título               | Compositor(es)                    | Duração |  |
| 1.  | "Grind**"            | Jerry Cantrell                    | 4:45    |  |
| 2.  | "Brush Away"         | Cantrell, Sean Kinney e Mike Inez | 3:22    |  |
| 3.  | "Sludge Factory*"    | Cantrell e Kinney                 | 7:12    |  |
| 4.  | "Heaven Beside You*" | Cantrell e Inez                   | 5:27    |  |
| 5.  | "Head Creeps"        | Staley                            | 6:28    |  |
| 6.  | "Again*"             | Cantrell                          | 4:05    |  |
| 7.  | "Shame in You"       | Cantrell, Kinney e Inez           | 5:35    |  |
| 8.  | "God Am*"            | Cantrell, Kinney e Inez           | 4:08    |  |
| 9.  | "So Close"           | Cantrell, Kinney                  | 2:45    |  |
| 10. | "Nothin' Song"       | Cantrell, Kinney                  | 5:40    |  |
| 11. | "Frogs*"             | Cantrell, Kinney e Inez           | 8:18    |  |
| 12. | "Over Now*"          | Cantrell, Kinney                  | 7:03    |  |

(*) - Tocada com Layne Staley ao vivo.
(**) - Tocada após a morte de Staley ao vivo.
As que não foram marcadas nunca foram tocadas pela banda ao vivo.

### Faixas-Bônus
- "Again (Tattoo of Pain Mix)" (Cantrell/Staley) – 4:01 (incluída na versão japonesa)
- "Again (Jungle Mix)" (Cantrell/Staley) – 4:01 (incluída na versão japonesa)

## Créditos
- Layne Staley - vocal, guitarra rítmica em "Head Creeps" e "Brush Away", vocal de apoio em "Grind", "Heaven Beside You" e "Over Now"
- Jerry Cantrell - guitarra solo, vocal de apoio, vocal principal em "Grind", "Heaven Beside You" e "Over Now"
- Mike Inez - baixo e vocal de apoio em "Again"
- Sean Kinney - bateria

### Técnicos de produção
- Alice in Chains - produtor
- Toby Wright - produção, engenheiro de som e mixagem[1]
- Sean Kinney - arte da capa
- Stephen Marcussen - masterização
- Tom Nellen - engenheiro de som
- John Seymour - assistente de mixagem
- Rocky Schenck - fotografia
- Mary Maurer - direção de arte
- Doug Erb - design
- Susan Silver - empresária

## Posições nas paradas e críticas

### Álbum
| Ano  | Parada            | Posição |
| ---- | ----------------- | ------- |
| 1995 | The Billboard 200 | 1       |

### Singles
| Ano  | Single              | Parada                 | Posição |
| ---- | ------------------- | ---------------------- | ------- |
| 1995 | "Grind"             | Mainstream Rock Tracks | 7       |
| 1995 | "Grind"             | Modern Rock Tracks     | 18      |
| 1996 | "Heaven Beside You" | Mainstream Rock Tracks | 3       |
| 1996 | "Heaven Beside You" | Modern Rock Tracks     | 6       |
| 1996 | "Again"             | Mainstream Rock Tracks | 8       |
| 1996 | "Again"             | Modern Rock Tracks     | 36      |